# Covington (Kentucky)
Pour les articles homonymes, voir Covington.
La ville de Covington est située dans l'État du Kentucky, aux États-Unis. Elle se trouve au confluent de la  Licking et de l'Ohio. Covington est, avec Independence, le siège du comté de Kenton. Elle fait également partie de l'aire métropolitaine de Cincinnati, séparé de cette ville uniquement par la rivière Ohio.

## Histoire
Covington a été fondée en 1815.

## Patrimoine
- Cathédrale de l'Assomption (catholique), dont la façade s'inspire de Notre-Dame de Paris, siège du diocèse de Covington.

## Source
- (en) Cet article est partiellement ou en totalité issu de l’article de Wikipédia en anglais intitulé « Covington, Kentucky » (voir la liste des auteurs).